# Nati nel 1977/Dicembre
| Questa pagina contiene informazioni ricavate automaticamente dalle voci biografiche con l'ausilio del template Bio e di un bot. L'aggiornamento è periodico e automatico e ricostruisce completamente la pagina. Se manca una persona in questa lista, sei pregato di non aggiungerla, ma accertati piuttosto che la sua voce biografica contenga il template Bio e che i dati anagrafici siano correttamente compilati. Se il template Bio manca, inseriscilo tu stesso o, in alternativa, metti l'avviso {{tmp\|Bio}} che ne segnala la mancanza. Se i dati riportati sono sbagliati, correggi direttamente la voce biografica; le modifiche saranno visibili in questa lista entro pochi giorni. Per chiarimenti vedi il progetto biografie. La lista contiene solo le 305 persone che sono citate nell'enciclopedia e per le quali è stato implementato correttamente il template Bio. Pagina aggiornata al 18 ago 2025. |

- 1º dicembre - Bryan-Michael Cox, produttore discografico e musicista statunitense
- 1º dicembre - Brad Delson, chitarrista e produttore discografico statunitense
- 1º dicembre - Mark Ghanimé, attore canadese
- 1º dicembre - Sophie Guillemin, attrice francese
- 1º dicembre - Marija Ilieva, cantante bulgara
- 1º dicembre - Joseph-Désiré Job, ex calciatore camerunese
- 1º dicembre - Luiz Alberto, ex calciatore brasiliano
- 1º dicembre - Lorenzo Renzi, attore italiano
- 1º dicembre - Eros Riccio, scacchista italiano
- 1º dicembre - Antonio Scaduto, canoista italiano
- 1º dicembre - Akiva Schaffer, regista, cantautore e sceneggiatore statunitense
- 1º dicembre - Vaggelīs Sklavos, ex cestista greco
- 1º dicembre - Nate Torrence, attore e doppiatore statunitense
- 1º dicembre - Monika Veselovski, ex cestista serba
- 1º dicembre - José Ignacio Zahínos, ex calciatore spagnolo
- 2 dicembre - Robert Garcia, politico peruviano
- 2 dicembre - Nate Green, ex cestista e arbitro di pallacanestro statunitense
- 2 dicembre - Andy Katzenmoyer, ex giocatore di football americano statunitense
- 2 dicembre - Siyabonga Nomvethe, ex calciatore sudafricano
- 2 dicembre - Jérôme Thion, rugbista a 15 francese
- 2 dicembre - Marjan Šarec, comico, imitatore e politico sloveno
- 3 dicembre - Jean-Christophe Bette, canottiere francese
- 3 dicembre - Fabrizio Cecchetti, politico italiano
- 3 dicembre - Salvatore Garozzo, ex rugbista a 15 e allenatore di rugby a 15 italiano
- 3 dicembre - J. P. E. Harper-Scott, musicologo e docente britannico
- 3 dicembre - Dzmitryj Kavalënak, ex calciatore bielorusso
- 3 dicembre - Adam Małysz, dirigente sportivo e ex saltatore con gli sci polacco
- 3 dicembre - Melanie Mettler, politica svizzera
- 3 dicembre - Giovanni Scapecchi, compositore italiano
- 4 dicembre - Marei Al Ramli, ex calciatore libico
- 4 dicembre - José Jadílson dos Santos Silva, ex calciatore brasiliano
- 4 dicembre - Tiago Jorge Honório, ex calciatore brasiliano
- 4 dicembre - Nancy Mace, politica statunitense
- 4 dicembre - Darvis Patton, ex velocista statunitense
- 4 dicembre - Claudia Pinna, mezzofondista italiana
- 4 dicembre - Jānis Rinkus, ex calciatore lettone
- 4 dicembre - Ljubov' Sokolova, dirigente sportiva e ex pallavolista russa
- 4 dicembre - Morten Veland, cantautore, polistrumentista e compositore norvegese
- 5 dicembre - Yaser Salem Ali, ex calciatore emiratino
- 5 dicembre - Jóhann Guðmundsson, calciatore islandese
- 5 dicembre - Annamária Keller, ex cestista ungherese
- 5 dicembre - Rudolf Kraj, ex pugile ceco
- 5 dicembre - Levan Maghradze, ex calciatore georgiano
- 5 dicembre - Peter Marcias, regista italiano
- 5 dicembre - Patrick Ray Pugliese, personaggio televisivo e attore italiano
- 5 dicembre - Alim Qurbanov, ex calciatore azero
- 5 dicembre - David Revivo, allenatore di calcio e ex calciatore israeliano
- 5 dicembre - Armando Riesco, attore portoricano
- 5 dicembre - Tetjana Rud', ex biatleta ucraina
- 5 dicembre - Saskia Santer, ex biatleta e fondista italiana
- 6 dicembre - Shaun Derry, allenatore di calcio e ex calciatore inglese
- 6 dicembre - Andrew Flintoff, crickettista inglese
- 6 dicembre - Jefferson Hall, attore britannico
- 6 dicembre - Ichikawa Ebizō XI, attore giapponese
- 6 dicembre - Ádám Komlósi, ex calciatore ungherese
- 6 dicembre - Marie-Andrée Lessard, ex giocatrice di beach volley canadese
- 6 dicembre - Jelani McCoy, ex cestista statunitense
- 6 dicembre - Simon McMenemy, allenatore di calcio e ex calciatore scozzese
- 6 dicembre - Paul McVeigh, ex calciatore nordirlandese
- 6 dicembre - Roberto Meloni, cantante e showman italiano
- 6 dicembre - Finlay Mickel, ex sciatore alpino britannico
- 6 dicembre - Paul Smith, ex calciatore inglese
- 6 dicembre - Mariusz Ujek, ex calciatore polacco
- 6 dicembre - Dagmawi Yimer, regista etiope
- 7 dicembre - Youcef Abdi, siepista e mezzofondista australiano
- 7 dicembre - Robert Abela, politico e avvocato maltese
- 7 dicembre - Espen Baardsen, ex calciatore norvegese
- 7 dicembre - Delron Buckley, allenatore di calcio e ex calciatore sudafricano
- 7 dicembre - Luke Donald, golfista britannico
- 7 dicembre - Redi Hasa, violoncellista e compositore albanese
- 7 dicembre - Dominic Howard, batterista britannico
- 7 dicembre - Moses Kemboi, ex maratoneta keniota
- 7 dicembre - Pape Sarr, ex calciatore senegalese
- 7 dicembre - Janna Siukajeva, schermitrice azera
- 7 dicembre - Mārtiņš Skirmants, ex cestista lettone
- 7 dicembre - Fernando Vargas, ex pugile e attore statunitense
- 7 dicembre - Marco Zamboni, calciatore italiano
- 7 dicembre - Ahmed al-Nami, terrorista saudita († 2001)
- 8 dicembre - Elsa Benítez, supermodella messicana
- 8 dicembre - Marco Berger, regista cinematografico argentino
- 8 dicembre - Kurt Bernard, ex calciatore costaricano
- 8 dicembre - Sébastien Chabal, ex rugbista a 15 francese
- 8 dicembre - Alessandra Crozzolin, ex pallavolista italiana
- 8 dicembre - Francesca Inaudi, attrice italiana
- 8 dicembre - Stephen Jones, ex rugbista a 15 e allenatore di rugby a 15 britannico
- 8 dicembre - Jeff Louder, dirigente sportivo e ex ciclista su strada statunitense
- 8 dicembre - Elmer Montoya, ex calciatore honduregno
- 8 dicembre - Ryan Newman, pilota automobilistico statunitense
- 8 dicembre - Aleksandra Olsza, tennista polacca
- 8 dicembre - Paige Sauer, ex cestista statunitense
- 8 dicembre - Matthias Schoenaerts, attore belga
- 8 dicembre - Agron Shehaj, imprenditore e politico albanese
- 8 dicembre - Anita Weyermann, ex mezzofondista svizzera
- 9 dicembre - Ernst Atis-Clothaire, ex calciatore haitiano
- 9 dicembre - Shayne Graham, ex giocatore di football americano statunitense
- 9 dicembre - Imogen Heap, cantautrice britannica
- 9 dicembre - Li Jian, ex calciatore cinese
- 9 dicembre - Jesse Nilsson, attore canadese († 2003)
- 9 dicembre - Yoon Ji-min, attrice sudcoreana
- 9 dicembre - José David de Gea, pilota motociclistico spagnolo
- 10 dicembre - Hania Aidi, atleta paralimpica tunisina
- 10 dicembre - Joaquín Botero, ex calciatore boliviano
- 10 dicembre - Vinnie D'Angelo, attore pornografico statunitense
- 10 dicembre - Serhij Datsenko, ex calciatore e allenatore di calcio ucraino
- 10 dicembre - Daniele Doveri, arbitro di calcio italiano
- 10 dicembre - Andrea Henkel, ex biatleta tedesca
- 10 dicembre - Vincenzo Italiano, allenatore di calcio e ex calciatore italiano
- 10 dicembre - Frida Östberg, ex calciatrice svedese
- 10 dicembre - Andrea Valentini, ex pentatleta italiano
- 11 dicembre - Roberto Baronio, allenatore di calcio e ex calciatore italiano
- 11 dicembre - Andreas Geritzer, ex velista austriaco
- 11 dicembre - Mr. Lif, artista statunitense
- 11 dicembre - Toshiaki Iwashiro, fumettista giapponese
- 11 dicembre - Mark Streit, ex hockeista su ghiaccio svizzero
- 12 dicembre - Bridget Hall, modella statunitense
- 12 dicembre - Chinedu Ikedieze, attore nigeriano
- 12 dicembre - Hiromi Kojima, ex calciatore giapponese
- 12 dicembre - Dean Macey, ex multiplista britannico
- 12 dicembre - Remady, disc jockey e produttore discografico svizzero
- 12 dicembre - Adam Sajtiev, ex lottatore russo
- 12 dicembre - Evangelista Santos, artista marziale misto brasiliano
- 12 dicembre - Courtney Shealy, ex nuotatrice statunitense
- 12 dicembre - Scott Staniforth, ex rugbista a 15 australiano
- 12 dicembre - Elena Tagliabue, ex sciatrice alpina italiana
- 12 dicembre - María Tasende, attrice, ballerina e modella spagnola
- 12 dicembre - Colin White, ex hockeista su ghiaccio canadese
- 13 dicembre - Alan Archibald, allenatore di calcio e ex calciatore scozzese
- 13 dicembre - Edward Azzopardi, ex calciatore maltese
- 13 dicembre - Denis Bertolini, ex ciclista su strada italiano
- 13 dicembre - Classified, rapper canadese
- 13 dicembre - Ariana Harwicz, scrittrice argentina
- 13 dicembre - Andrew Higginson, giocatore di snooker inglese
- 13 dicembre - Abdullah Husan, ex calciatore kuwaitiano
- 13 dicembre - Emanuela Panatta, attrice teatrale e ballerina italiana
- 13 dicembre - Lauri Porra, bassista finlandese
- 13 dicembre - Peter Stringer, ex rugbista a 15 irlandese
- 14 dicembre - Romain Dumas, pilota automobilistico francese
- 14 dicembre - Fally Ipupa, cantante della Repubblica Democratica del Congo
- 14 dicembre - Marvin Lambert, wrestler statunitense († 2012)
- 14 dicembre - Haruko Momoi, doppiatrice e cantante giapponese
- 14 dicembre - Andrés Orozco-Estrada, direttore d'orchestra e violinista colombiano
- 15 dicembre - Laetitia Berthier-Four, ex astista burundese
- 15 dicembre - Gilles Emptoz-Lacote, ex tuffatore e dirigente sportivo francese
- 15 dicembre - Catherine Fox, ex nuotatrice statunitense
- 15 dicembre - Gong Zhichao, giocatrice di badminton cinese
- 15 dicembre - Da' T.R.U.T.H., rapper statunitense
- 15 dicembre - Mehmet Aurélio, allenatore di calcio e ex calciatore brasiliano
- 15 dicembre - Ferdo Milin, allenatore di calcio e ex calciatore croato
- 15 dicembre - Rohff, rapper e doppiatore francese
- 15 dicembre - René Redzepi, cuoco danese
- 15 dicembre - Geoff Stults, attore e ex giocatore di football americano statunitense
- 16 dicembre - Anne Lingan, cantante norvegese
- 16 dicembre - Éric Bélanger, allenatore di hockey su ghiaccio e ex hockeista su ghiaccio canadese
- 16 dicembre - Sylvain Distin, ex calciatore francese
- 16 dicembre - Juan Gómez-Jurado, scrittore spagnolo
- 16 dicembre - Teemu Kattilakoski, ex fondista finlandese
- 16 dicembre - Tilo Klette, ex cestista tedesco
- 16 dicembre - Senida Mesi, politica albanese
- 16 dicembre - Jernej Reberšak, ex sciatore alpino sloveno
- 17 dicembre - Nicolás Bremec, allenatore di calcio e ex calciatore uruguaiano
- 17 dicembre - Arnaud Clément, allenatore di tennis e ex tennista francese
- 17 dicembre - Ilisaine Karen David, ex cestista brasiliana
- 17 dicembre - Ramiro Figueiras Amarelle, ex calciatore e giocatore di beach soccer spagnolo
- 17 dicembre - Liédson, ex calciatore brasiliano
- 17 dicembre - Giorgio Montanini, comico e attore italiano
- 17 dicembre - Samuel Påhlsson, ex hockeista su ghiaccio svedese
- 17 dicembre - Mathias Seger, hockeista su ghiaccio svizzero
- 17 dicembre - Joe Smith, ex cestista statunitense
- 17 dicembre - Yasin Sülün, dirigente sportivo, allenatore di calcio e ex calciatore turco
- 17 dicembre - Katheryn Winnick, attrice e artista marziale canadese
- 18 dicembre - Axwell, disc jockey, produttore discografico e attore svedese
- 18 dicembre - Ranjae Christian, ex calciatore antiguo-barbudano
- 18 dicembre - Víctor Leyva, ex giocatore di football americano messicano
- 18 dicembre - Pavel Macháček, ex calciatore ceco
- 18 dicembre - Anthony McFarland, ex giocatore di football americano statunitense
- 18 dicembre - Naoya Saeki, ex calciatore giapponese
- 18 dicembre - Ayano Yamane, fumettista e animatrice giapponese
- 18 dicembre - Oksana Zakaljužnaja, ex cestista russa
- 19 dicembre - Carlos Barrionuevo, calciatore argentino († 2015)
- 19 dicembre - Jorge Garbajosa, dirigente sportivo e ex cestista spagnolo
- 19 dicembre - Laura Gramuglia, conduttrice radiofonica, disc jockey e scrittrice italiana
- 19 dicembre - LaTasha Jenkins, ex velocista statunitense
- 19 dicembre - Daisy Pirovano, politica italiana
- 19 dicembre - Samy Deluxe, rapper tedesco
- 19 dicembre - Kerstin Szymkowiak, ex skeletonista tedesca
- 19 dicembre - Tamara Boroš, tennistavolista croata
- 19 dicembre - Elisa, cantautrice e produttrice discografica italiana
- 20 dicembre - Sonja Aldén, cantante svedese
- 20 dicembre - Pablo Hernán Gómez, calciatore argentino († 2001)
- 20 dicembre - Francesco Ortu, karateka italiano
- 20 dicembre - Toni Ricciardi, politico italiano
- 21 dicembre - Hervé Barmasse, alpinista italiano
- 21 dicembre - Nicolas Bay, politico francese
- 21 dicembre - Buddy Carlyle, ex giocatore di baseball e allenatore di baseball statunitense
- 21 dicembre - Klodian Duro, allenatore di calcio e ex calciatore albanese
- 21 dicembre - Leon MacDonald, ex rugbista a 15 e allenatore di rugby a 15 neozelandese
- 21 dicembre - Emmanuel Macron, politico, banchiere e funzionario francese
- 21 dicembre - Luigi Morville, doppiatore italiano
- 21 dicembre - Pamela Jintana Racine, percussionista e danzatrice statunitense
- 21 dicembre - Masakatsu Ueda, artista marziale misto giapponese
- 21 dicembre - Petr Zapletal, pallavolista ceco
- 21 dicembre - Regína Ósk, cantante islandese
- 22 dicembre - Steven Kleynen, ex ciclista su strada belga
- 22 dicembre - Nenad Lalatović, allenatore di calcio e ex calciatore serbo
- 22 dicembre - Norbert Lins, politico tedesco
- 22 dicembre - Alessandro Rak, fumettista, animatore e regista italiano
- 22 dicembre - Zoltán Szécsi, pallanuotista ungherese
- 23 dicembre - Cristina Castagna, alpinista italiana († 2009)
- 23 dicembre - Francesca Ferlaino, fisica italiana
- 23 dicembre - Tatsunori Hisanaga, ex calciatore giapponese
- 23 dicembre - Andreas Klarström, ex calciatore svedese
- 23 dicembre - Jari Mäenpää, chitarrista e cantante finlandese
- 23 dicembre - Tina Bride, cantante belga
- 23 dicembre - Paul Shirley, ex cestista statunitense
- 24 dicembre - Américo, cantante cileno
- 24 dicembre - Luca Carrara, ultramaratoneta e fondista di corsa in montagna italiano
- 24 dicembre - Claudia Corsini, pentatleta italiana
- 24 dicembre - Hans Erik Eriksen, allenatore di calcio e ex calciatore norvegese
- 24 dicembre - Jimmie Hunter, ex cestista statunitense
- 24 dicembre - Loïc Lupon, ex calciatore francese
- 24 dicembre - Michael Raymond-James, attore statunitense
- 24 dicembre - Iman Sabbah, giornalista palestinese
- 24 dicembre - Glen Salmon, allenatore di calcio e ex calciatore sudafricano
- 24 dicembre - Dane Spencer, allenatore di sci alpino e ex sciatore alpino statunitense
- 24 dicembre - Aisha Gheddafi, avvocata libica
- 24 dicembre - Güngör Öztürk, allenatore di calcio e ex calciatore turco
- 25 dicembre - Fabio Alteri, ex calciatore italiano
- 25 dicembre - Massimo Brizi, kickboxer italiano
- 25 dicembre - Glen Crowe, ex calciatore irlandese
- 25 dicembre - Ethan Kath, musicista, produttore discografico e compositore canadese
- 25 dicembre - Sylvi Listhaug, politica norvegese
- 25 dicembre - Xabi Molia, scrittore, sceneggiatore e regista francese
- 25 dicembre - Eva Nyström, triatleta svedese
- 25 dicembre - Fernando Ortiz, allenatore di calcio e ex calciatore argentino
- 25 dicembre - Priya Rai, ex attrice pornografica statunitense
- 25 dicembre - Aya Shōoto, fumettista giapponese
- 25 dicembre - Ali Tandoğan, allenatore di calcio e ex calciatore turco
- 25 dicembre - Uhm Ji-won, attrice sudcoreana
- 26 dicembre - Fatih Akyel, allenatore di calcio e ex calciatore turco
- 26 dicembre - Sofia Bekatōrou, ex velista greca
- 26 dicembre - Emma Forrest, giornalista e scrittrice britannica
- 26 dicembre - Patrick Leduc, ex calciatore canadese
- 26 dicembre - Boston Mwanza, ex calciatore zambiano
- 27 dicembre - Erin Aldrich, ex pallavolista e altista statunitense
- 27 dicembre - Disney Aquino, ex calciatore cubano
- 27 dicembre - Frank Bachmann, ex pallavolista tedesco
- 27 dicembre - Amit Ben David, allenatore di pallacanestro e ex cestista israeliano
- 27 dicembre - Chris Cooper, ex giocatore di football americano statunitense
- 27 dicembre - Florence Ekpo-Umoh, ex velocista nigeriana
- 27 dicembre - Jonathan Hedström, ex hockeista su ghiaccio svedese
- 27 dicembre - Eddy Heurlié, allenatore di calcio e ex calciatore francese
- 27 dicembre - Ángel Ortiz, ex calciatore paraguaiano
- 27 dicembre - Krasimir Stefanov, pallavolista bulgaro
- 27 dicembre - Mariano Torre, attore e cantante argentino
- 27 dicembre - Inge Vervotte, politica belga
- 28 dicembre - Kuami Agboh, ex calciatore togolese
- 28 dicembre - Derrick Brew, ex velocista statunitense
- 28 dicembre - Vanessa Ferlito, attrice statunitense
- 28 dicembre - Kery James, rapper, cantautore e produttore discografico francese
- 28 dicembre - Thomas Kleine, allenatore di calcio e ex calciatore tedesco
- 28 dicembre - Martina Melani, attrice italiana
- 28 dicembre - Luigi Riccio, allenatore di calcio e ex calciatore italiano
- 28 dicembre - Xavier, wrestler statunitense († 2020)
- 29 dicembre - Arcëm Čėljadzinski, ex calciatore bielorusso
- 29 dicembre - Florence Ezeh, ex martellista togolese
- 29 dicembre - Benjamin Griveaux, politico francese
- 29 dicembre - Vesna Györkös Žnidar, politica slovena
- 29 dicembre - Amber Hall, ex cestista canadese
- 29 dicembre - Sandra Hälldahl, ex sciatrice alpina svedese
- 29 dicembre - David Kiptoo Kirui, ex maratoneta keniota
- 29 dicembre - Tuomo Könönen, ex calciatore finlandese
- 29 dicembre - Andrij Kotel'nyk, ex pugile ucraino
- 29 dicembre - Katherine Moennig, attrice statunitense
- 29 dicembre - Kira Nagy, ex tennista ungherese
- 29 dicembre - Christin Petelski, ex nuotatrice canadese
- 29 dicembre - Keyeno Thomas, calciatore trinidadiano
- 29 dicembre - Gregor Šparovec, ex sciatore alpino sloveno
- 30 dicembre - Jimmy Alapag, ex cestista e allenatore di pallacanestro statunitense
- 30 dicembre - Laila Ali, ex pugile statunitense
- 30 dicembre - Glory Alozie, ex ostacolista e velocista nigeriana
- 30 dicembre - Sergej Baškirov, ex biatleta russo
- 30 dicembre - Brian Beshara, ex cestista e allenatore di pallacanestro statunitense
- 30 dicembre - Aleksandar Ćirić, ex pallanuotista serbo
- 30 dicembre - Tarik El Jarmouni, ex calciatore marocchino
- 30 dicembre - Frida Hyvönen, musicista e cantautrice svedese
- 30 dicembre - Saša Ilić, allenatore di calcio e ex calciatore serbo
- 30 dicembre - Ji Xinpeng, ex giocatore di badminton cinese
- 30 dicembre - Laban Kipkemboi, ex maratoneta keniota
- 30 dicembre - Kenyon Martin, ex cestista statunitense
- 30 dicembre - Marco Reich, ex calciatore tedesco
- 30 dicembre - Sabrina Sirchia, attrice italiana
- 30 dicembre - Kazuyuki Toda, ex calciatore giapponese
- 30 dicembre - Taru Tuukkanen, cestista e allenatrice di pallacanestro finlandese
- 30 dicembre - Tonya Washington, ex cestista statunitense
- 30 dicembre - Naomi Yashiro, ex cestista giapponese
- 31 dicembre - Wardy Alfaro, ex calciatore costaricano
- 31 dicembre - Kewullay Conteh, ex calciatore sierraleonese
- 31 dicembre - José Fabio, ex cestista argentino
- 31 dicembre - Marta Hazas, attrice e modella spagnola
- 31 dicembre - Logan McCree, attore pornografico tedesco
- 31 dicembre - Ninoslav Milenković, ex calciatore bosniaco
- 31 dicembre - Psy, cantautore, rapper e produttore discografico sudcoreano
- 31 dicembre - Ouro-Nimini Tchagnirou, ex calciatore togolese
- 31 dicembre - Donald Trump Jr., imprenditore, scrittore e attivista statunitense
- 31 dicembre - Vinícius Elias Teixeira, ex giocatore di calcio a 5 brasiliano